# Isabelle Nicoloso
Isabelle Nicoloso (* 13. Februar 1961 in Domont) ist eine ehemalige französische Bahnradsportlerin.
Von 1980 bis 2000, gehörte Isabelle Nicoloso zu den führenden Sprinterinnen Frankreichs auf der Bahn. Neunmal wurde sie französische Meisterin, im Sprint, aber auch in der Einerverfolgung und im Punktefahren.
1985 wurde Isabelle Nicoloso Weltmeisterin im Sprint bei den Titelkämpfen in Bassano del Grappa. 1986 gewann sie den renommierten Sprint-Klassiker Grand Prix de Paris.
1987 wurde Nicoloso positiv auf Doping getestet. Sie erhielt eine sechsmonatige Sperre und eine kleine Geldstrafe.
Nach dem Jahr 2000 fuhr Isabelle Nicoloso noch einige Jahre Rennen auf der Straße.
Isabelle Nicoloso ist verheiratet mit dem Krankenpfleger Jean-Yves Verger, der 2003 im Rahmen der „Béon-Affäre“ wegen Handels mit den Dopingmixturen „pot belge“ und „pot néerlandais“ zu drei Jahren Gefängnis verurteilt wurde.